# لي فيلدز
لي فيلدز (بالإنجليزية: Lee Fields)‏ هو مغني وكاتب أغاني أمريكي، ولد في 1951 في ويلسون في الولايات المتحدة.

## وصلات خارجية
- الموقع الرسمي
- لي فيلدز على موقع IMDb (الإنجليزية)
- لي فيلدز على موقع ميوزك برينز (الإنجليزية)
- لي فيلدز على موقع أول ميوزيك (الإنجليزية)
- لي فيلدز على موقع ديسكوغز (الإنجليزية)